# Debaryomyces hansenii
Дебариомицес гансеніі (Debaryomyces hansenii) — вид грибів роду Дебариомицес (Debaryomyces). Належить до дріжджів. Гриб класифіковано у 1952 році. 

## Поширення та середовище існування
Може рости у дуже солоній воді. Досліди показали, що може рости у розчині з 25% солі та 18% гліцерину. Галофіл, ксерофіл.